# نخستین مراسم جایزه انجمن بازیگران فیلم
نخستین مراسم جایزه انجمن بازیگران فیلم (به انگلیسی: 1st Screen Actors Guild Awards) به افتخار بهترین بازیگران فیلم و تلویزیون سال ۱۹۹۴ برگزار شد.

## نامزدی‌ها و جوایز

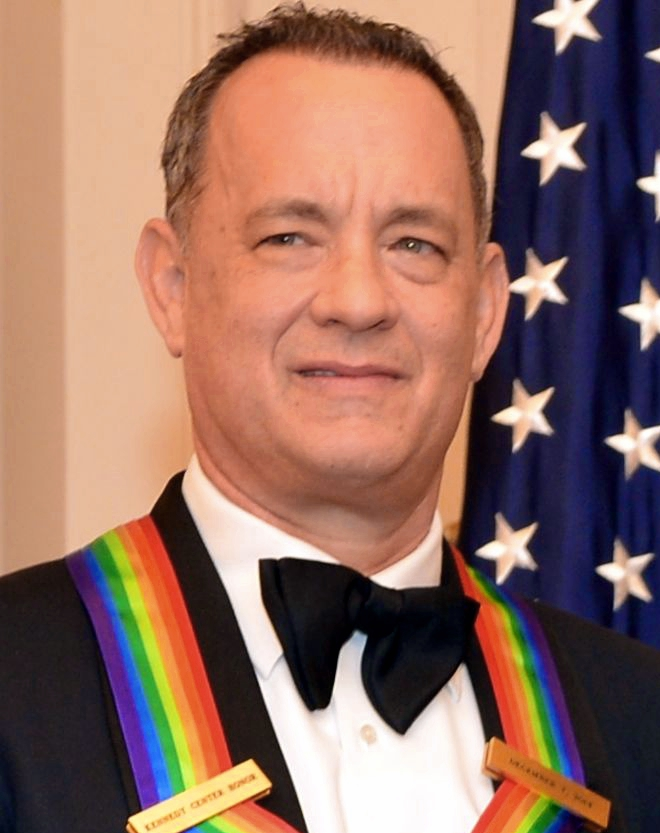
تام هنکس، برنده بهترین بازیگر مرد فیلم درام

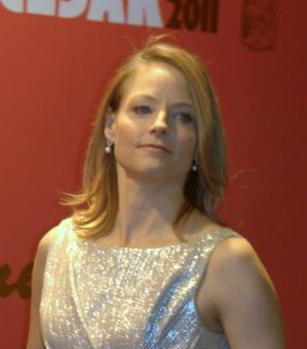
جودی فاستر، برنده بهترین بازیگر زن فیلم درام

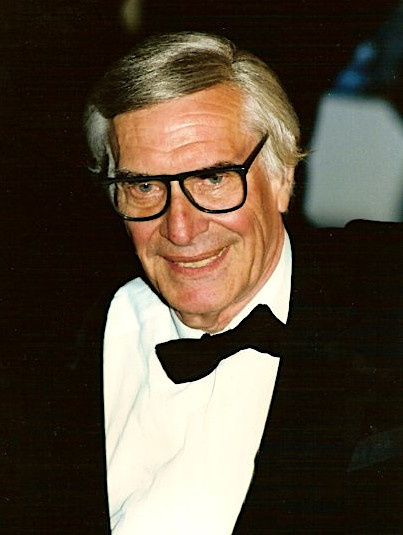
مارتین لاندو، برنده بهترین بازیگر مکمل مرد فیلم درام

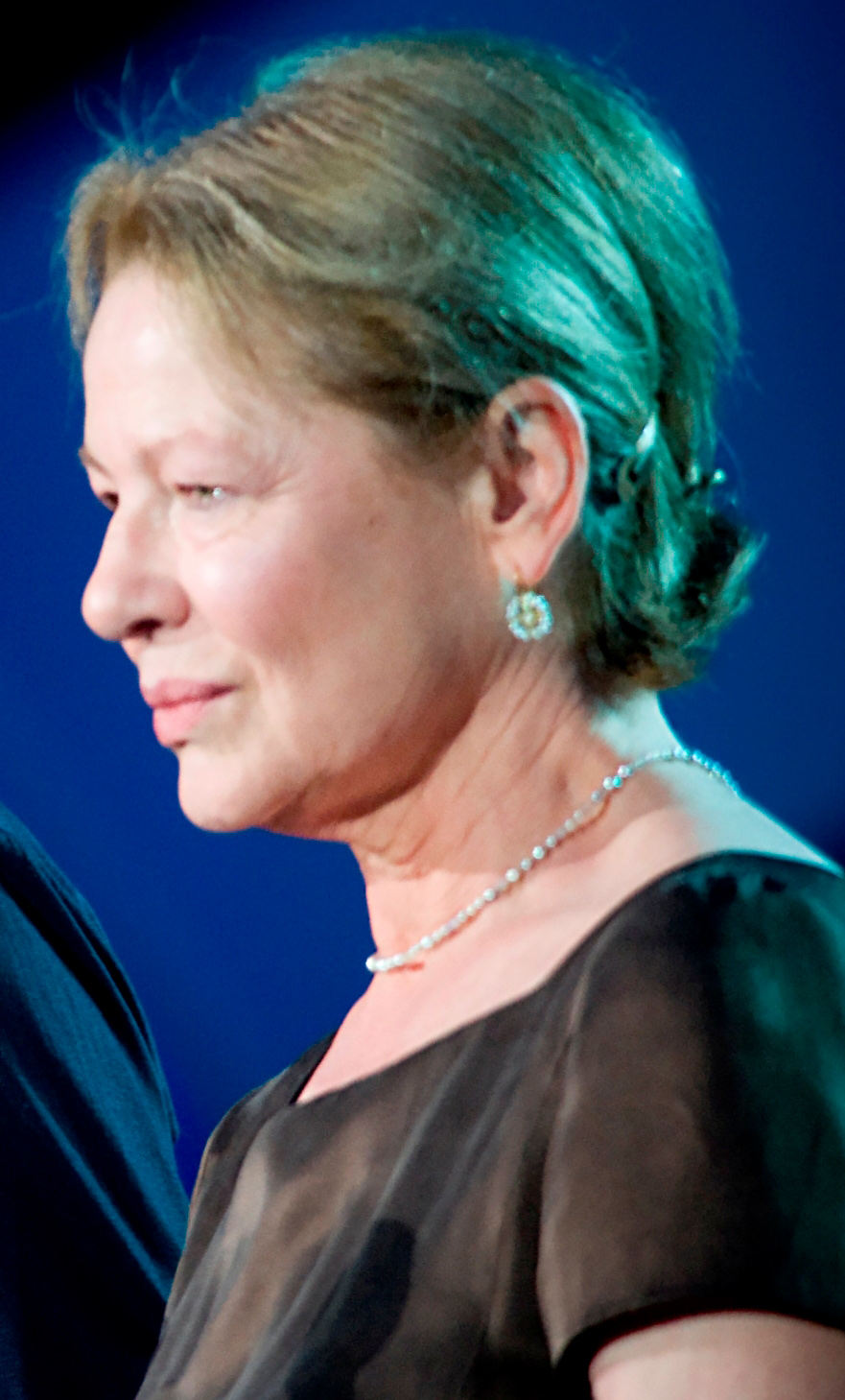
دایان ویست، برنده بهترین بازیگر مکمل مرد فیلم درام

| تام هنکس     | برای فیلم فارست گامپ        |
| مورگان فریمن | برای فیلم رستگاری در شاوشنک |
| پل نیومن     | برای فیلم هیشکی احمق نیست   |
| تیم رابینز   | برای فیلم رستگاری در شاوشنک |
| جان تراولتا  | برای فیلم داستان عامه‌پسند   |

| جودی فاستر     | برای فیلم نل                       |
| جسیکا لنگ      | برای فیلم آسمان آبی                |
| مگ رایان       | برای فیلم When a Man Loves a Woman |
| سوزان ساراندون | برای فیلم موکل                     |
| مریل استریپ    | برای فیلم The River Wild           |

| مارتین لاندو     | برای فیلم اد وود                 |
| ساموئل ال. جکسون | برای فیلم داستان عامه‌پسند        |
| چاز پالمینتری    | برای فیلم گلوله‌ها بر فراز برادوی |
| گری سینایس       | برای فیلم فارست گامپ             |
| جان تورتورو      | برای فیلم مسابقه تلویزیونی       |

| دایان ویست    | برای فیلم گلوله‌ها بر فراز برادوی |
| جیمی لی کرتیس | برای فیلم دروغ‌های حقیقی          |
| سالی فیلد     | برای فیلم فارست گامپ             |
| اوما تورمن    | برای فیلم عامه پسند              |
| رابین رایت    | برای فیلم فارست گامپ             |

## برندگان مرد و زن سریال تلویزیونی

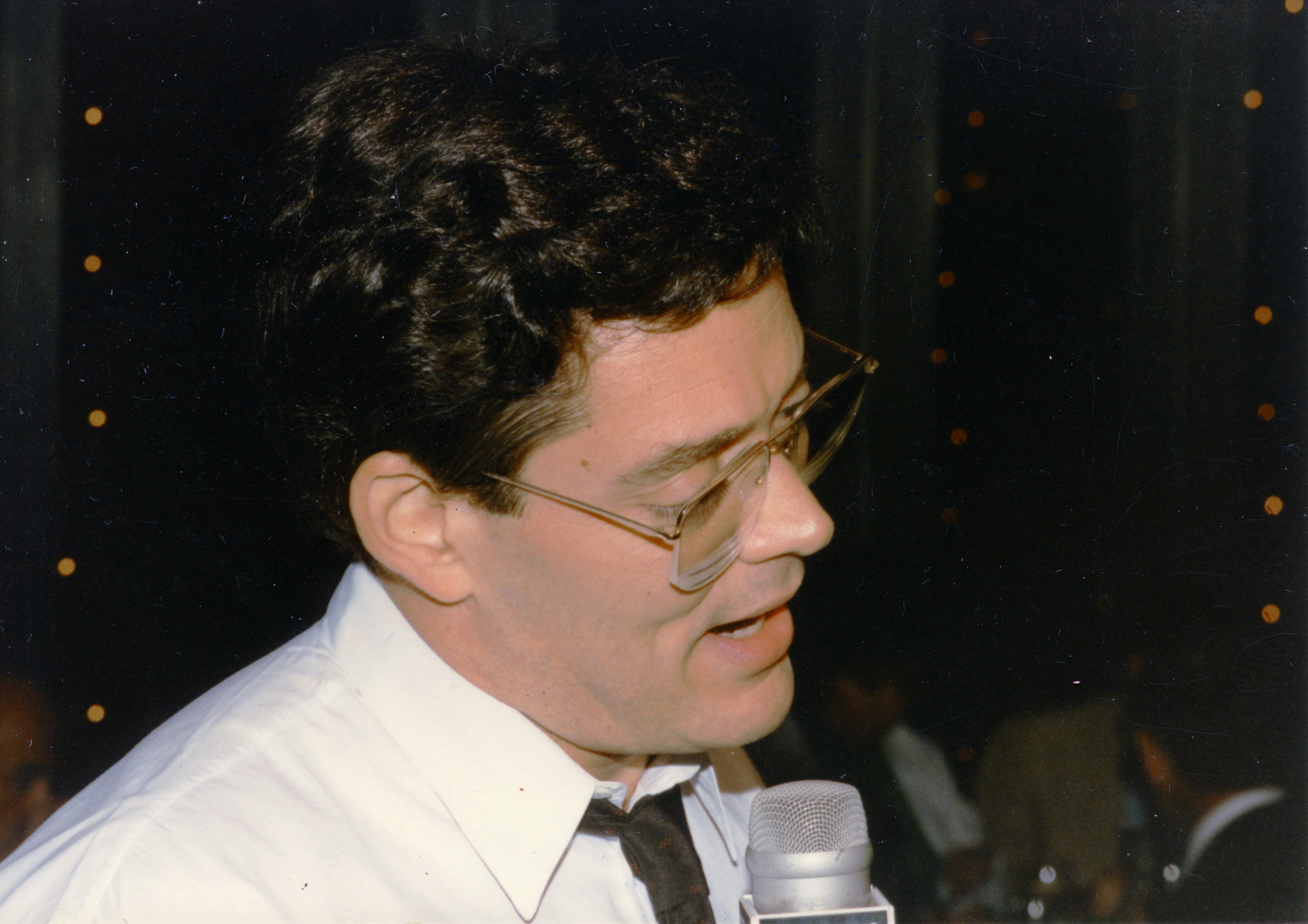
رائول هولیا عملکرد فوق العاده توسط یک بازیگر مرد در یک مینی سریال یا فیلم تلویزیونی
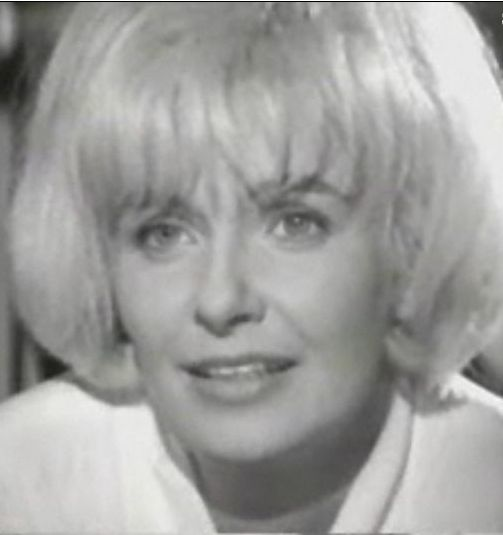
جوآن وودوارد عملکرد فوق العاده توسط یک بازیگر زن در یک مینی سریال یا فیلم تلویزیونی
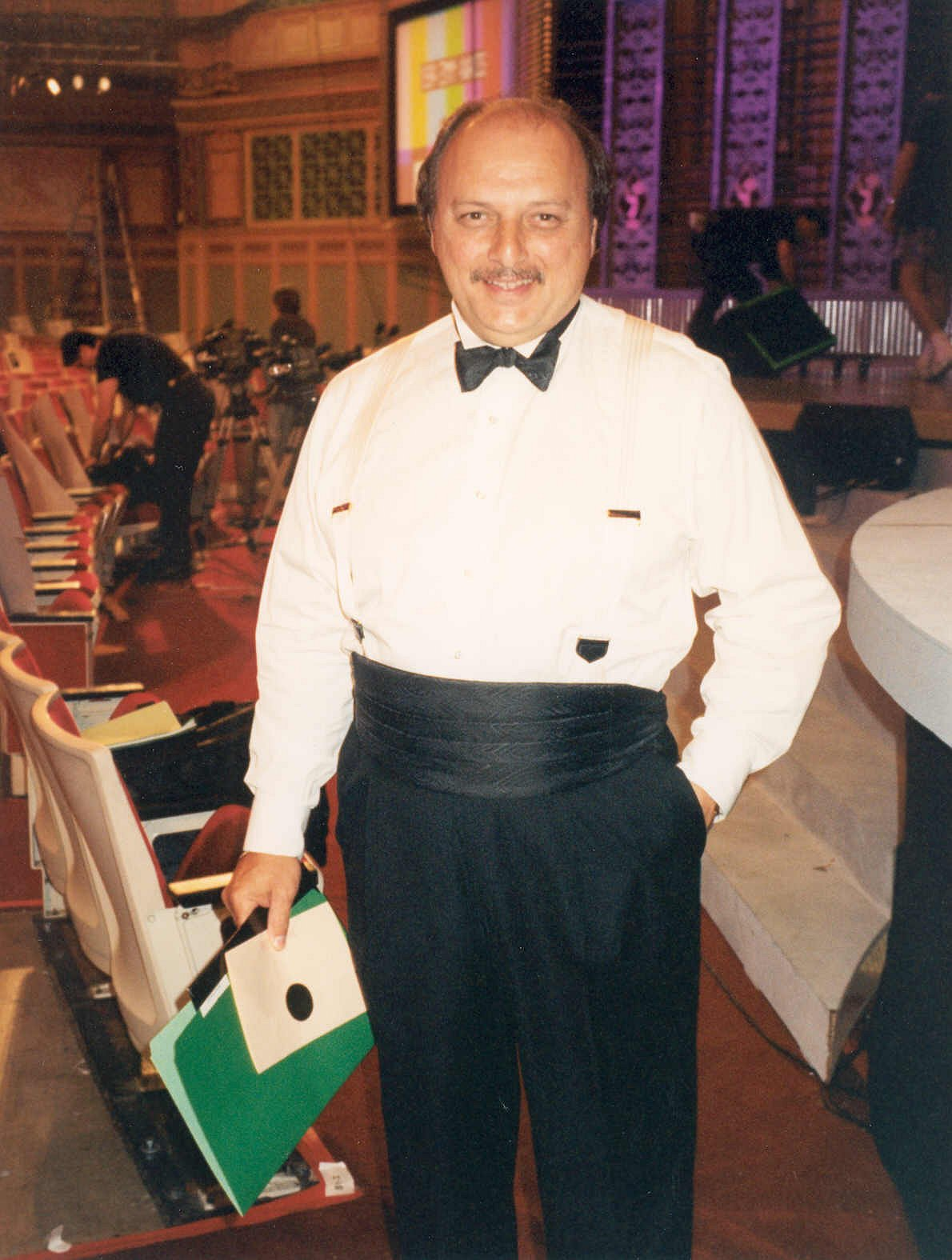
دنیس فرانز عملکرد فوق العاده توسط یک بازیگر مرد در یک سریال درام
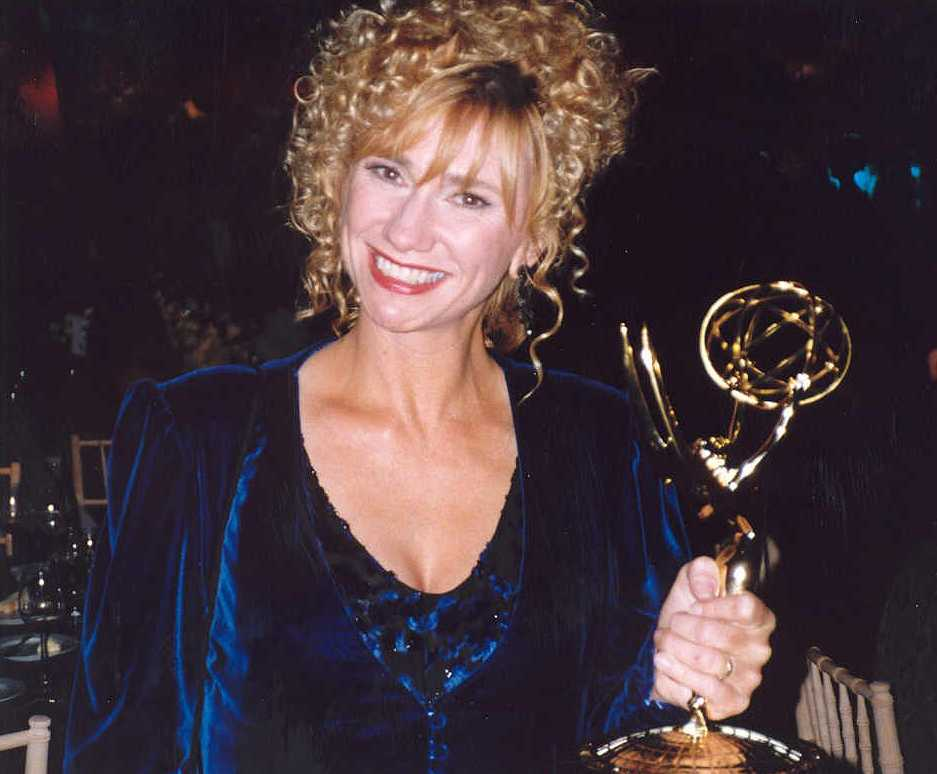
کتی بیکر عملکرد فوق العاده توسط یک بازیگر زن در یک سریال درام
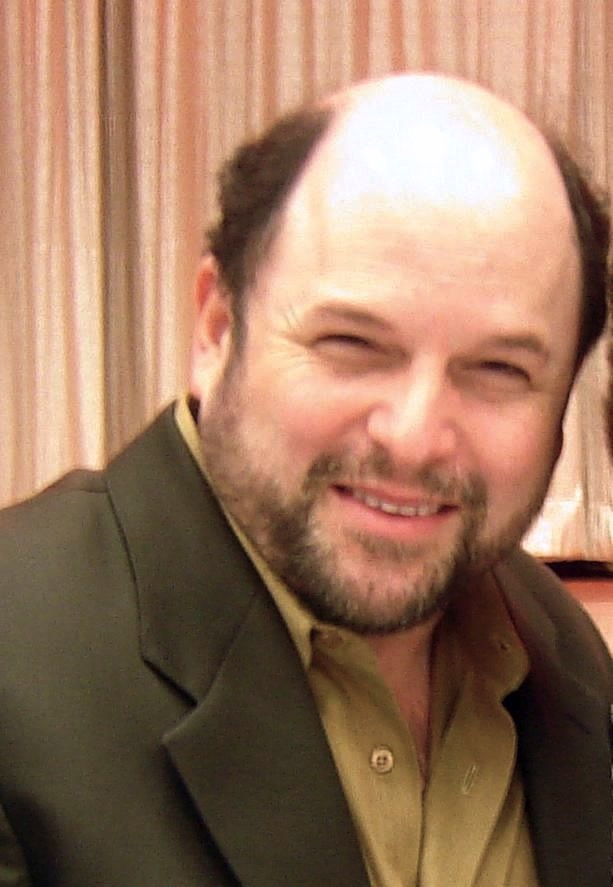
جیسن الکساندر عملکرد فوق العاده توسط یک بازیگر مرد در یک سریال کمدی
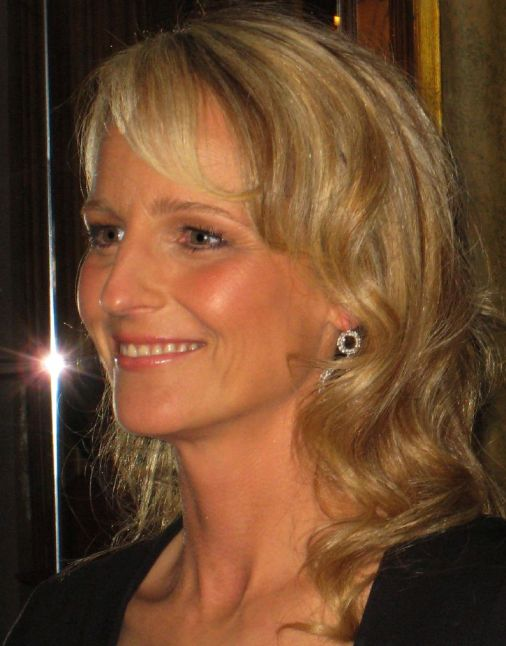
هلن هانت عملکرد فوق العاده توسط یک بازیگر زن در یک سریال کمدی